# Subaru Solterra
La Subaru Solterra è la prima autovettura elettrica prodotta dalla casa automobilistica giapponese Subaru a partire dal 2022.

## Descrizione

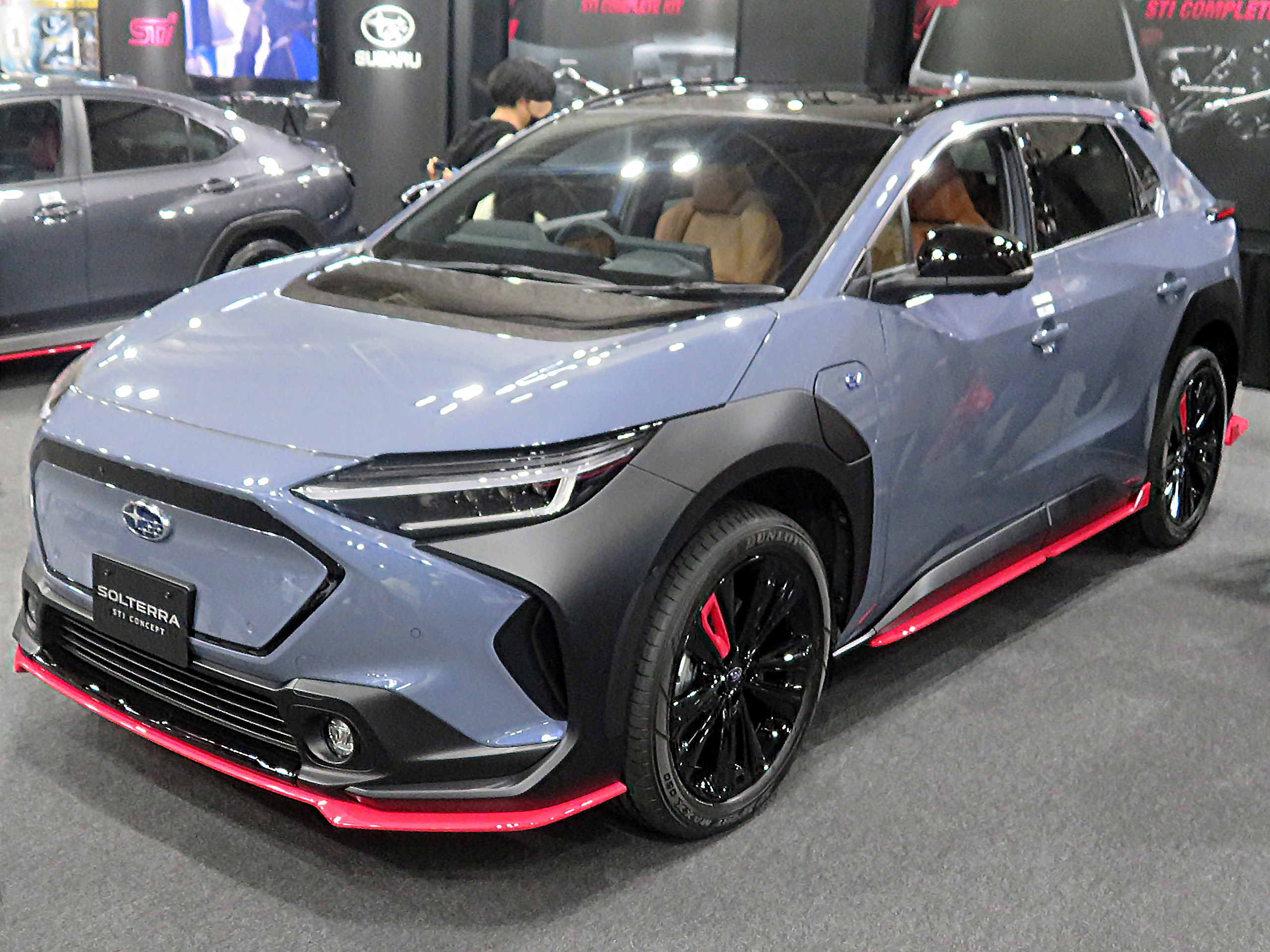
Solterra Sti Concept

La Subaru Solterra è anticipata dalla concept car chiamata Subaru Evoltis.
Il nome è una parola macedonia formata dalla crasi dei termini "sol" (sole) e "terra". 

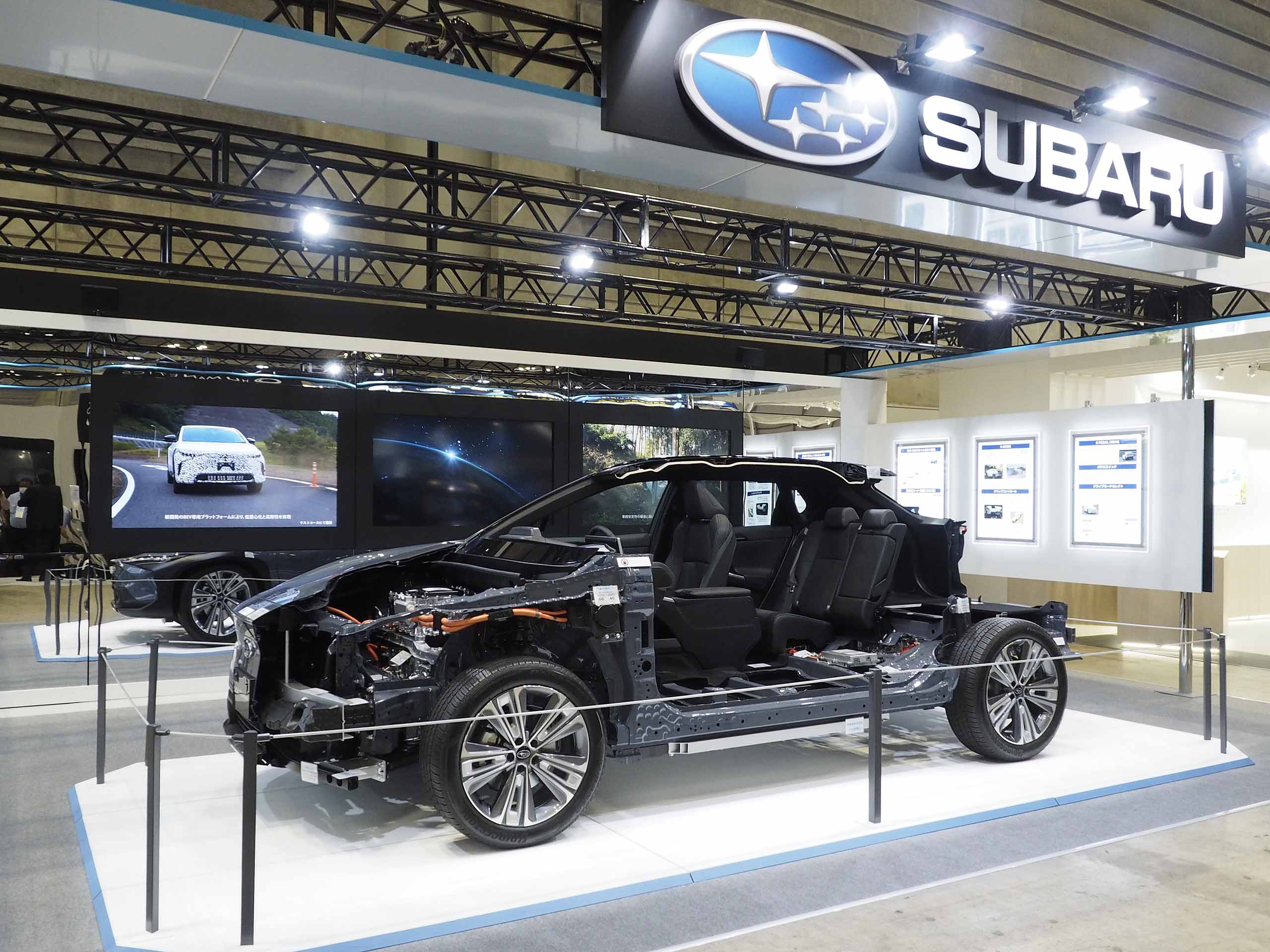
Spaccato della vettura

La Solterra viene realizzata utilizzando la piattaforma chiamata e-SGP (e-Subaru Global Platform), realizzata esclusivamente per la produzione di veicoli elettrici. Della vettura è stato dapprima annunciato l'11 maggio 2021 il nome, per poi essere presentata ufficialmente a novembre 2021. 
La Solterra è un Crossover SUV elettrico disponibile esclusivamente nella variante a quattro ruote motrici, costituita da due motori elettrici da 108 CV (80 kW) posti uno per ciascun asse, per una potenza combinata totale di 218 CV (160 kW) e 336 Nm di coppia, che permettono alla vettura di accelerare da 0 a 100 km/h in 7,7 secondi e di raggiungere una velocità massima autolimitata elettronicamente di 160 km/h.
Ad alimentare la Solterra è presente una batteria agli ioni di litio raffreddata a liquido posta sotto il pianale dalla capacità di 75 kWh, di cui solo 71,4 kWh utilizzabili, permettendo un'autonomia secondo il ciclo di omologazione WLTP di circa 365-400 km. Il pacco batteria, che ha una tensione di 355 V, può essere caricato tramite una presa di tipo 2 con una capacità di carica di 6,6 kW, che consente di ricaricare l'auto dallo 0% al 100% in 12,75 ore. Quando si utilizza un caricabatterie rapido con presa CCS, è possibile raggiungere una velocità di ricarica fino a 150 kW, con la quale l'auto può essere ricaricata dal 10% all'80% in circa 32 minuti.